# Dyson Parody
Dyson „Dynamite“ Parody (* 7. August 1984 in Gibraltar) ist ein Dartspieler, der bei Turnieren für Gibraltar antritt.

## Karriere
Bei der Q-School 2011 sicherte Parody sich die Profi-Tourkarte für die Jahre 2013 und 2014.
Neben vielen regionalen Titeln in Gibraltar wurde Parody auch mehrfacher nationaler Meister. Seitdem spielt er größtenteils um den WDF World Cup.
Parody ist seit der Erstaustragung 2010 immer Teil des gibraltarischen Teams beim World Cup of Darts gewesen. Dort erreichte er im Jahr 2015 zusammen mit Manuel Vilerio den ersten und einzigen Sieg, indem sie in der Vorrunde das italienische Team (bestehend aus Daniele Petri und Marco Brentagani) mit 5:2 in Legs schlagen konnten. Im Achtelfinale verloren sie jedoch gegen das australische Team (bestehend aus Simon Whitlock und Paul Nicholson) mit 0:2. Dabei kassierte Parody einen 0:4-Whitewash gegen Whitlock.
Sein bislang wohl stärkstes Turnier spielte Parody 2016 bei der Gibraltar Darts Trophy. Im Viertelfinale musste er sich aber Michael van Gerwen im „Decider“ mit 5:6 geschlagen geben.
Ende September 2023 nahm Parody am WDF World Cup teil. Im Einzel unterlag er dabei nach einem Sieg unter den letzten 64 dem Schweizer Stefan Bellmont mit 3:4. Im Doppel war ebenfalls in dieser Runde Schluss. in seinem ersten Spiel verlor er zusammen mit Nico Bado gegen David Concannon und Ciarán Teehan aus Irland. Im Team schaffte er es bis ins Achtelfinale, wo Gibraltar gegen Dänemark unterlag.